# Deutsches Afrikakorps
« Afrikakorps » redirige ici. Ne pas confondre avec Africa Corps.
Pour les articles homonymes, voir Corps expéditionnaire et DAK.
Le Deutsches Afrikakorps (en abrégé Afrikakorps, Afrika Korps, ou DAK) était le quartier général commandant les divisions allemandes de panzers dans les déserts de Libye et d'Égypte occidentale, puis en Tunisie, pendant la Seconde Guerre mondiale. Peu à peu, le nom Afrikakorps engloba le QG et les unités militaires qui lui étaient rattachées.
Le DAK fut formé le 19 février 1941 après la décision d'envoyer un corps expéditionnaire en Libye italienne pour soutenir les troupes de Mussolini. En effet, la 10e armée italienne était bloquée par la contre-offensive du VIIIe britannique, appelée opération Compass. Le corps expéditionnaire allemand était commandé par le général Erwin Rommel et avait à l'origine pour seule mission de reconquérir la Cyrénaïque et la Libye.

## Organisation

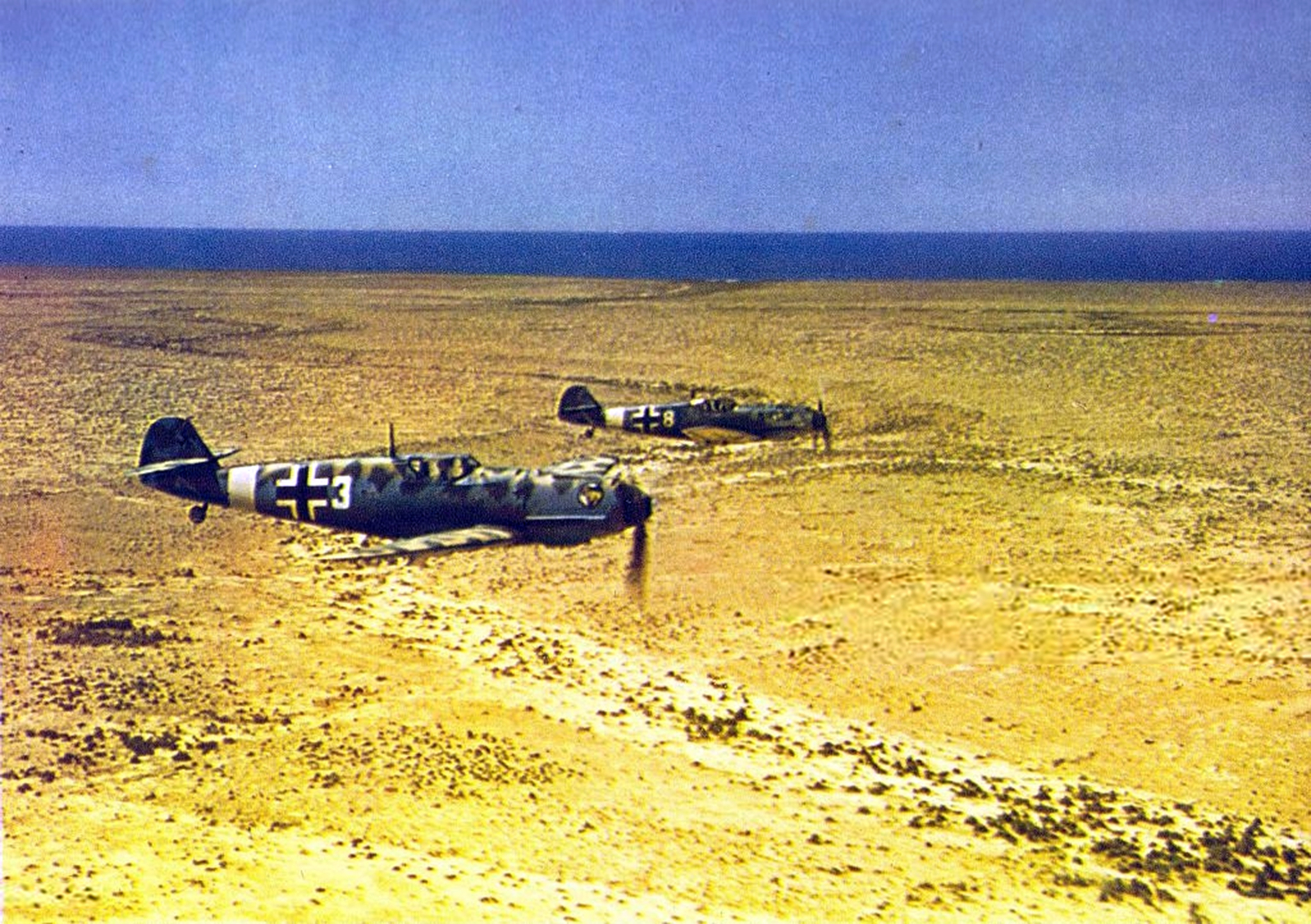
Deux chasseurs Messerschmitt Bf 109E-4 survolant le désert de Libye en 1941.
Crédits photo : National Museum of the United States Air Force ; procédé de recolorisation.

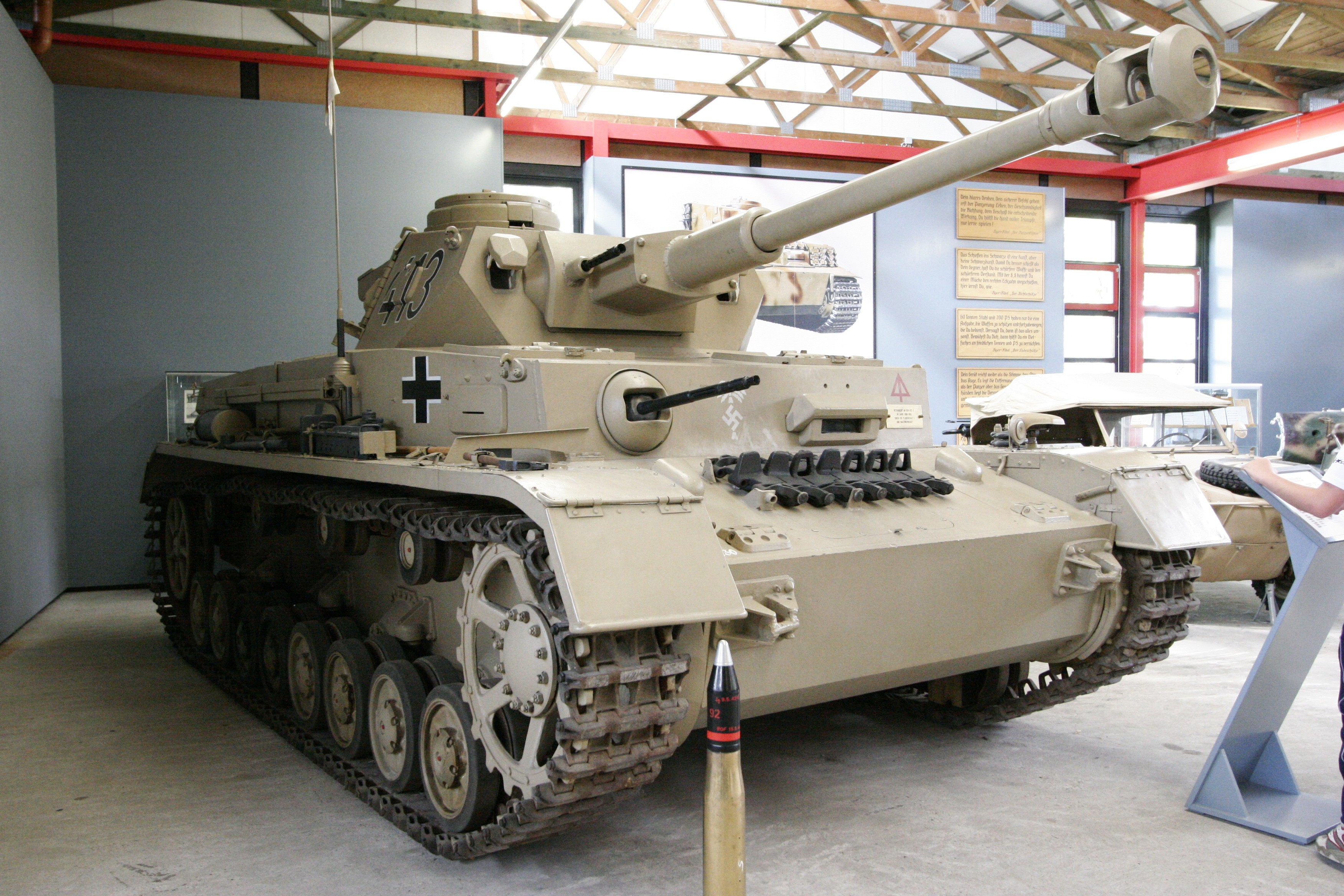
Panzer IV peint aux couleurs du désert avec le logo de l'Afrikakorps au musée allemand des Blindés de Munster.

Le DAK fut envoyé en Libye pour soutenir l'effort des forces italiennes face aux Britanniques.
- 15e Panzerdivision (division blindée) ;
- 5e Leichte Division (division légère, convertie en 21e Panzerdivision fin 1941) ;
- 90e Leichte Afrika Division.

Ceci donnait un total de 45 000 hommes et de 250 chars.
En août 1941, ces divisions sont commandées par le général Cruewell. Le 25 mai 1942, alors que les Allemands lancent leur dernière grande offensive, le DAK compte 320 chars allemands et 240 chars italiens contre plus de 900 chars alliés de la 8e armée britannique.

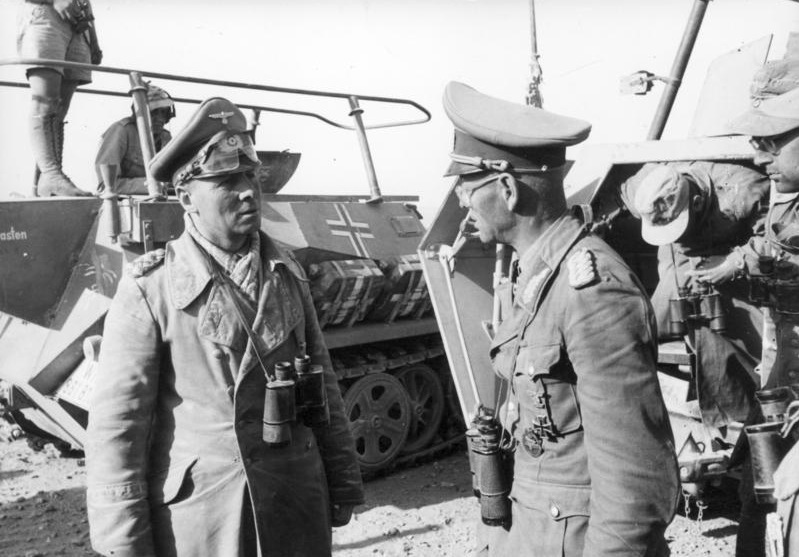
Erwin Rommel discute avec le major général Georg von Bismarck en juin 1942.

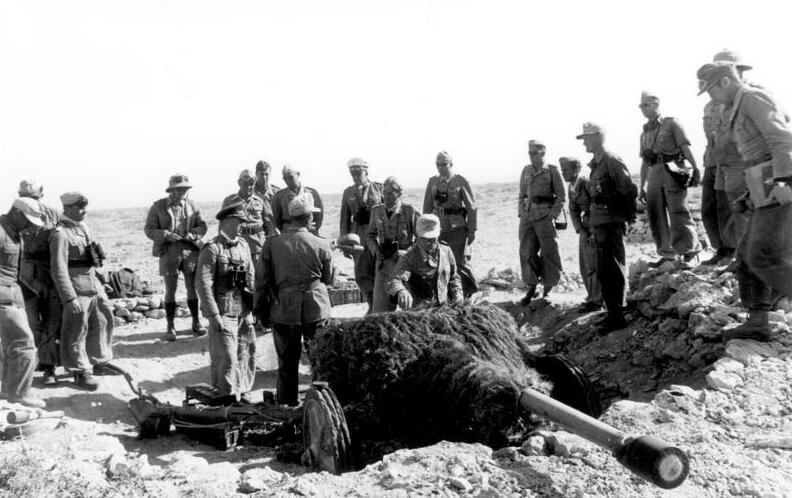
Canon antichar Pak-40 en 1941.

Le 13 juin 1942, les Britanniques ne disposent plus que de 70 chars, alors que Rommel dispose toujours de 150 blindés.
Lors de l'offensive alliée d'El-Alamein du 23 octobre 1942, les Alliés renforcés peuvent compter sur 1 200 chars, alors que les forces de l'Axe ne disposent plus que d'environ 500 chars allemands et italiens. Les renforts arrivant difficilement, le manque de matériel s'accompagne d'un manque de carburant, de soutien aérien et d'artillerie.
Le 3 novembre 1942, le DAK ne dispose plus que de 20 chars, cela sera alors la traversée du désert jusqu'à sa capitulation en Tunisie.
Les unités allemandes de la Panzergruppe Afrika, devenues Panzerarmee Afrika puis Heeresgruppe Afrika furent par la suite, outre les trois précitées :
- 164e division légère Afrika (164. Leichte-Afrika-Division), qui suppléa la 90e division de Panzergrenadier (90. Panzergrenadier-Division) ;
- 334e division d'infanterie (334. Infanterie-Division) ;
- 999e division légère Afrika (999. Leichte-Afrika-Division) ;
- 10e Panzerdivision (10. Panzerdivision) ;
- Fallschirmjäger-Brigade Ramcke ;
- Éléments de la Fallschirm-Panzer-Division Hermann Göring.

## Commandement
| Début              | fin                | Grade                     | Commandant                                 |
| ------------------ | ------------------ | ------------------------- | ------------------------------------------ |
| 14 février 1941    | 15 août 1941       | General der Panzertruppe  | Erwin Rommel                               |
| 15 août 1941       | 1er septembre 1941 | Generalleutnant           | Ferdinand Schaal                           |
| 1er septembre 1941 | 15 septembre 1941  | General der Panzertruppe  | Philipp Müller-Gebhard                     |
| 15 septembre 1941  | 9 mars 1942        | General der Panzertruppen | Ludwig Crüwell                             |
| 9 mars 1942        | 19 mars 1942       | General der Panzertruppen | Walther Nehring                            |
| 19 mars 1942       | 29 mai 1942        | General der Panzertruppen | Ludwig Crüwell                             |
| 29 mai 1942        | 31 août 1942       | General der Panzertruppen | Walther Nehring                            |
| 31 août 1942       | 1er septembre 1942 | Generalleutnant           | Fritz Bayerlein                            |
| 1er septembre 1942 | 2 septembre 1942   | General der Panzertruppen | Gustav von Värst                           |
| 2 septembre 1942   | 13 novembre 1942   | General der Panzertruppen | Wilhelm Ritter von Thoma (Fait prisonnier) |
| 13 novembre 1942   | 15 janvier 1943    | General der Panzertruppen | Gustav Fehn                                |
| 28 février 1943    | 16 mai 1943        | General der Panzertruppen | Hans Cramer                                |

## Calendrier des opérations

### Victoires
Quand le DAK arriva en Libye, le maréchal italien Rodolfo Graziani venait de perdre la Cyrénaïque après une tentative d'invasion de l'Égypte qui a rapidement tourné à la déroute. Rommel réussit à reconquérir le terrain perdu jusqu'à Marsah Matrouh, qui se situe à 200 km d'Alexandrie, et assiège Tobrouk à partir du 10 avril 1941. Il repousse l'opération Battleaxe du général Wavell, mais est vaincu en novembre 1941 lors de l'opération Crusader d'Auchinleck et Cunningham. Repoussé à son point de départ, il attaque à nouveau début 1942 après avoir reçu des renforts. Stoppé sur la ligne Gazala, il la contourne en mai 1942, capture Tobrouk et force les Britanniques à refluer jusqu'à El-Alamein. Il tente vainement de percer en ce lieu en juillet puis août 1942, mais doit finalement s'installer sur la défensive.

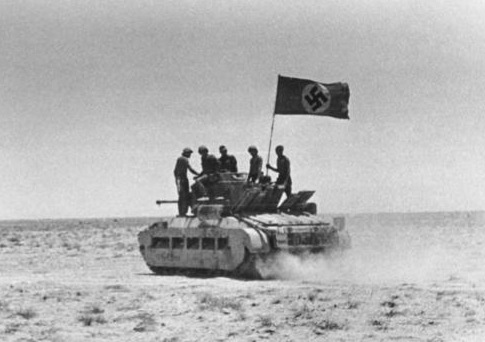
Matilda Mark II capturé et réutilisé.

### Premières défaites
Du 27 mai au 11 juin 1942, Rommel et l'Afrikakorps sont arrêtés par les Français Libres dirigés par le général Marie Pierre Koenig à Bir Hakeim. C'est le 1er novembre 1942, que la bataille d'El Alamein met un terme définitif aux victoires de l'Axe en Afrique.
En décembre 1942, le maréchal britannique Bernard Montgomery s'empare définitivement de Tobrouk, assiégé depuis avril. En janvier 1943, des troupes et de l'aviation françaises font mouvement vers la Tunisie précédant les troupes américaines. Rommel remporte néanmoins la bataille de Kasserine face aux Américains du général Lloyd Fredendall. Mais les troupes américaines changèrent de chef. Le général Patton les concentra en un fer de lance qui commença à enfoncer l'Afrikakorps. Kasserine fut le dernier succès de Rommel, rappelé en Europe par Hitler, officiellement pour raisons médicales ; Rommel savait que le motif inavoué était de préserver sa réputation militaire auprès de l'opinion publique allemande.

### Intervention des Forces françaises libres (décembre 1942/avril 1943)
La 8e armée britannique marchant d'est en ouest à travers la Libye fut rejointe par la colonne de Leclerc. Ce dernier avait lancé le 22 décembre 1942 l'offensive sur le Fezzan et conduit sa colonne, forte de 4 600 hommes appuyés par le groupe aérien Bretagne, à Sebha le 12 janvier 1943, Mourzouq le 13 janvier et Tripoli le 25 janvier. Le 2 février, il rencontre à Ghadamès le général Delay, commandant le front est du Sud algérien. Puis, rejoint par la colonne volante détachée des Forces françaises libres du Western Desert, il participe avec la 8e armée britannique à la campagne de Tunisie. Après la bataille de Ksar Ghilane, où la Force L (L pour Leclerc) résiste à une attaque allemande et sort vainqueur, Leclerc s'empare de Gabès, puis entre à Kairouan le 12 avril. Huit jours plus tard, il participe, à Tunis, au défilé de la victoire à la tête de ses troupes.

### Fin de l'Afrikakorps (mai 1943)
Les troupes de l'Afrikakorps, sous le commandement de von Arnim, capitulèrent le 12 mai 1943. Selon les sources, entre 130 000 et 275 000 soldats allemands furent capturés en tout, 18 594 sont enterrés en Égypte, Libye et Tunisie, 3 400 sont portés disparus,. Une partie est rassemblée dans le cimetière militaire allemand de Tobrouk.
Les Alliés retirèrent du théâtre européen les hommes de l'Afrikakorps, devenus prisonniers de guerre. Ils furent embarqués, sous bonne garde, le 16 mai 1943 au cap Bon dans des navires de transport de troupes à destination des États-Unis et du Canada.

## Ordre de bataille
- Stab des korps
- 5. Leichte-Division
- 15e Panzerdivision
- Korpskartenstelle (mot) 576
- Oasen-Bataillon zbv 300
- Panzerjäger-Abteilung (mot) 605
- I/Flak Regiment (mot) 18
- I/Flak Regiment (mot) 33
- Flak-Abteilung (mot) 606
- Nachrichten-Abteilung (mot) 475
  - Leichte Nachrichtenkolonne
  - Funkleitstand Zug 10
  - Panzer Funk Zug
  - Funk Zug
  - Fernkabel Zug
- Nachschub-Bataillon (mot) 572
  - Grosse Kraftwagenkolonne
  - Grosse Kraftwagenkolonne für Betriebsstoff
  - Kraftwagenwerkstat Zug
  - Munitionsverwaltung Kompanie 588
- Wasserversirgungs Bataillon (mot) 580
  - Wasserversorgungs Kompanie (SW) 659
  - Wasserdestillations Kompanie (mot) 655
  - Grosse Wasserkolonne 641
  - Grosse Wasserkolonne 645
  - Grosse Wasserkolonne 651
  - Filterkolonne 877
  - Wehrgeologenstelle (mot) 8
  - Wehrgeologenstelle (mot) 12
- Aufklärungs Kompanie (mot) 580
- Feldersatz Bataillon 598
- Feldersatz Bataillon 599
- Bäckerei Kompanie (mot) 554
- Korps-Verpflegungslager (mot)
- Feldgendarmerie-Trupp (mot) 498
- Feldpostamt (mot)

## Hymne

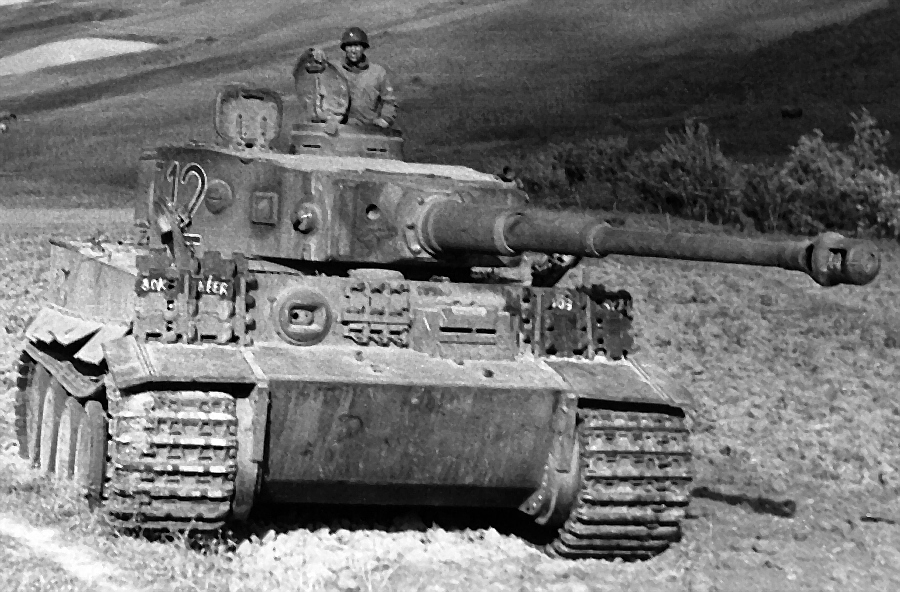
Char d'assaut Tiger I capturé par les Américains près de Tunis en 1943.

Heiß über Afrikas Boden die Sonne glüht,
Unsere Panzermotoren singen ihr Lied.
Deutsche Panzer im Sonnenbrand,
Stehen zur Schlacht gegen England.
Es rasseln die Ketten, es dröhnt der Motor !
Panzer rollen in Afrika vor !
Sous le Soleil brûlant d'Afrique,
Les moteurs de nos Panzers chantent.
Blindés allemands dans le feu du Soleil,
Prêts au combat contre l'Angleterre.
Cliquettent les chaînes, grondent les moteurs !
En Afrique, les chars avancent !